# Xosé Lois González Vázquez
Xosé Lois González Vázquez   (Ourense, 1949), sobreanomenat O Carrabouxo és un dibuixant gallec.

## Biografia
La seva família era d'Osmo (Cenlle) allà va passar la seva infantesa, fins que als deu anys es va traslladar a Chantada. Va estudiar a la universitat laboral de Zamora i després va fer una carrera en telecomunicacions a Alcalá de Henares i Madrid, el 1968. Va treballar com a cap provincial de telecomunicacions a Ourense fins a la seva jubilació el 2009, labor que compartia amb la seva faceta d'humorista gràfic. Fou membro de la directiva de l'Agrupación Cultural Auriense, de la que en fou president durant 13 anys.
Col·labora amb regularitat als diaris La Región d'Ourense i Atlántico Diario de Vigo i també a la revista Tempos Novos i al setmanari A Nosa Terra, amb la publicació de vinyetes d'O Carrabouxo, personatge que va crear el 1982 i que va donar origen al seu pseudònim.
Ha participat també en les publicacions col·lectives Humor gráfico galego, Os humoristas e a lingua o Humor y tolerancia, From Galicia whit humor, Visto para sentencia-vamos a reirnos muy en serio del racismo-europa se rie del racismo, i també a les publicacions de la Bienal da caricatura d'Ourense i a la mostra internacional portuguesa Humorgrafe.
Va rebre la Medalla Castelao el 2008. El 2013 va rebre el premi Bo e Xeneroso d l'Asociación de Escritoras e Escritores en Lingua Galega.
El seu personatge, O Carrabouxo, fou animat per Lhosca Arias el 2000 en una sèrie titulada O Carrabouxo de 26 capítols d'un minut de duració.

## Obra publicada en format de llibre

### Humor gràfic
- Ano e pico de Carrabouxos
- 20 anos de Carrabouxo (Diputació d'Ourense)
- Novos chistes de Xosé Lois (A Nosa Terra)
- Humor gráfico.
- Xosé Lois na transición (Universitat de Vigo).
- 400 Carrabouxos mais
- Carrabouxos 90
- 20 anos de Carrabouxo
- Veña Carrabouxo!
- A Sabeliña
- 318 chistes de Xosé Lois

### Obres col·lectives
- O humor en cadriños. Conversas con Siro, Xaquín Marín, Xosé Lois, Gogue e Pepe Carreiro, de Félix Caballero, 2012, Morgante.